# Ashtone Morgan
Ashtone Wayne Henry Morgan, más conocido como Ashtone Morgan, (Toronto, 9 de febrero de 1991) es un futbolista canadiense que juega de defensa en el Forge F. C. de la Canadian Premier League.

## Selección nacional
Morgan es internacional con la selección de fútbol de Canadá desde 2011, cuando debutó con el combinado nacional. Su mejor año con la selección fue 2013, cuando fue convocado nueve veces.

## Clubes
| Club           | País           | Año       |
| -------------- | -------------- | --------- |
| Toronto F. C.  | Canadá         | 2011-2019 |
| Real Salt Lake | Estados Unidos | 2020-2021 |
| Forge F. C.    | Canadá         | 2022-     |

## Palmarés

### Títulos nacionales
| Título                          | Club          | País           | Año  |
| ------------------------------- | ------------- | -------------- | ---- |
| Campeonato Canadiense de Fútbol | Toronto F. C. | Canadá         | 2011 |
| Campeonato Canadiense de Fútbol | Toronto F. C. | Canadá         | 2012 |
| Campeonato Canadiense de Fútbol | Toronto F. C. | Canadá         | 2016 |
| Campeonato Canadiense de Fútbol | Toronto F. C. | Canadá         | 2017 |
| MLS Supporters' Shield          | Toronto F. C. | Estados Unidos | 2017 |
| Copa MLS                        | Toronto F. C. | Estados Unidos | 2017 |
| Campeonato Canadiense de Fútbol | Toronto F. C. | Canadá         | 2018 |